# Surinaamse parlementsverkiezingen 2000
De Surinaamse parlementsverkiezingen van 2000 werden gehouden op 25 mei.
Tijdens de verkiezingen werden de leden van de De Nationale Assemblée gekozen. 
De regerende partij voorafgaand aan de verkiezingen was de NDP van president Jules Wijdenbosch, die gelieerd is aan Desi Bouterse. Nadat Wijdenbosch onenigheid had gekregen met zijn partijgenoot Desi Bouterse trok de NDP de steun voor de regering van Wijdenbosch in en richtte Wijdenbosch zijn eigen partij DNP 2000 op.
De winnaar van deze verkiezingen was de partijcombinatie Nieuw Front. Ronald Venetiaan van de NPS werd voor de tweede keer president.
Er werd gestemd voor de zetels in de 62 ressortraden en de 51 zetels in De Nationale Assemblée (DNA). DNA of, indien nodig, de Verenigde Volksvergadering kiest daarna de president en vicepresident van Suriname. Voor de verkiezing van de ressortraden wordt het personenmeerderheidsstelsel gebruikt en voor DNA het districten-evenredigheidsstelsel.

## Partijen en kandidaten

### Deelnemende partijen
De volgende partijen namen deel aan de verkiezingen van 2000:
| Partij                                            | afkorting | lijst      |
| ------------------------------------------------- | --------- | ---------- |
| Algemene Bevrijdings- en Ontwikkelingspartij      | ABOP      | kandidaten |
| Amazone Partij Suriname                           | APS       | kandidaten |
| Basispartij voor Vernieuwing en Democratie        | BVD       | kandidaten |
| Democraten van de 21ste eeuw                      | D21       | kandidaten |
| Democratie en Ontwikkeling in Eenheid             | DOE       | kandidaten |
| Democratisch Alternatief '91                      | DA'91     | kandidaten |
| Democratisch Nationaal Platform 2000              | DNP 2000  | kandidaten |
| Hernieuwde Progressieve Partij                    | HPP       | kandidaten |
| Pendawa Lima                                      | PL        | kandidaten |
| Politieke Vleugel van de FAL                      | PVF       | kandidaten |
| Progressieve Arbeiders- en Landbouwers Unie       | PALU      | kandidaten |
| Progressieve Surinaamse Volkspartij               | PSV       | kandidaten |
| Millennium Combinatie                             | MC        | kandidaten |
| Naya Kadam                                        | NK        | kandidaten |
| Nieuw Front voor Democratie en Ontwikkeling       | NF        | kandidaten |
| Nationale Hervormings Partij                      | NHP       | kandidaten |
| Nationale Partij voor Leiderschap en Ontwikkeling | NPLO      | kandidaten |

### Kandidaten per district
Brokopondo - Commewijne - Coronie - Para - Sipaliwini

## Uitslag

### Zetels per partij
|            | NF | MC | DNP 2000 | DA'91 | PVF | PALU | totaal |
| ---------- | -- | -- | -------- | ----- | --- | ---- | ------ |
| Brokopondo | 1  | 1  |          | 1     |     |      | 3      |
| Commewijne | 3  |    |          |       |     |      | 4      |
| Coronie    | 1  |    |          |       |     | 1    | 2      |
| Marowijne  | 2  | 1  |          |       |     |      | 3      |
| Nickerie   | 4  |    |          |       | 1   |      | 5      |
| Para       | 2  | 1  |          |       |     |      | 3      |
| Paramaribo | 12 | 2  | 2        | 1     |     |      | 17     |
| Saramacca  | 1  | 1  |          |       | 1   |      | 3      |
| Sipaliwini | 2  | 2  |          |       |     |      | 4      |
| Wanica     | 6  | 1  |          |       |     |      | 7      |
| totaal     | 33 | 10 | 2        | 2     | 2   | 1    | 51     |

| Allianties en partijen | Stemmen | %     | Zetels                |
| --- | ------- | ----- | --------------------- |
| Nieuw Front voor Democratie en Ontwikkeling (NF) - Nationale Partij Suriname (NPS) - Vooruitstrevende Hervormingspartij (VHP) - Pertjajah Luhur (PL) - Surinaamse Partij van de Arbeid (SPA) | 86.803  | 47,49 | 33 - 16 - 8 - 5 - 3/4 |
| Millennium Combinatie (MC) - Nationale Democratische Partij (NDP) - Democratisch Alternatief (DA) - Kerukunan Tulodo Prenatan Inggil (KTPI)                                                  | 27.481  | 15,04 | 10 - 7 - 2 - 1        |
| Democratisch Nationaal Platform 2000 (DNP 2000) | 18.154  | 9,93  | 2                     |
| Democratisch Alternatief '91 | 11.183  | 6,12  | 2                     |
| Politieke Vleugel van de FAL (PVF) | 8.173   | 4,47  | 2                     |
| Basispartij voor Vernieuwing en Democratie (BVD) | 5.865   | 3,21  | 0                     |
| Democratie en Ontwikkeling in Eenheid (DOE) | 4.561   | 2,50  | 0                     |
| Algemene Bevrijdings- en Ontwikkelingspartij (ABOP) | 3.160   | 1,73  | 0                     |
| Progressieve Arbeiders- en Landbouwers Unie (PALU) | 1.290   | 0,71  | 1                     |

## Gewezen Assemblée-leden 2000-2005
Hier volgt de lijst van de 51 Assembléeleden in de periode 2000-2005.
Nieuw Front
- Otmar Rodgers (NPS); Paramaribo
- Ruth Wijdenbosch (NPS); Paramaribo
- Wim Bakker (NPS); Paramaribo
- Kortencia Sumter-Griffith (NPS); Paramaribo
- Adiel Kallan (NPS); Paramaribo
- Ewald Joemrati (NPS); Paramaribo (vervanger van Jagernath Lachmon)
- Ronald Karwofodi (NPS); Para
- Percy Stijfmeyer (NPS); Para
- Walter Bonjaski (NPS); Sipaliwini
- Leendert Abauna (NPS); Sipaliwini
- Ronald Thomas (NPS); Marowijne
- Cornelis Kingswijk (NPS); Marowijne
- Arnold Kruisland (NPS); Wanica
- Carmelita Ferreira (NPS); Nickerie
- Lision Wens (NPS); Brokopondo
- Harold Bendt (NPS); Coronie
- Ramdien Sardjoe (VHP); Paramaribo
- Sharmila Mangal-Mansaram (VHP); Wanica
- Radjkoemar Randjietsingh (VHP); Wanica
- Mohamed Mahawatkhan (VHP); Nickerie
- Ramlall Mahabier (VHP); Nickerie
- Kaulessar Matai (VHP); Nickerie
- Mahinder Jogi (VHP); Saramacca
- Chan Tilakdharie (VHP); Commewijne
- Paul Somohardjo (PL), Paramaribo (vervangen door Mahinder Rathipal (VHP)
- Erwin Ronodikromo (PL)
- Roekaja Kertokalio (PL)
- Hendrik Djoehari (PL)
- Ronny Tamsiran (PL)
- Fred Derby (SPA); Paramaribo
- Socila Angoelal (SPA); Paramaribo
- Robby Berenstein (SPA); Paramaribo (vervanger van Ronald Venetiaan)
- Heinrich Rozen (SPA); Wanica

Millennium Combinatie
- Desi Bouterse (NDP)
- Sidperkaas Malhoe (NDP)
- Ricardo Panka (NDP)
- Yvonne Pinas (NDP)
- Hugo Naana (NDP)
- Wilma Matodja (NDP)
- Rita Lie Kwie (NDP)
- Djagendre Ramkhelawan (DA)
- Willy Soemita (KTPI)

DNP 2000
- Jules Wijdenbosch; Paramaribo
- Yvonne Raveles-Resida; Paramaribo

DA '91
- Winston Jessurun (AF); Paramaribo
- Cornelis Kanalie (BEP); Brokopondo

PALU
- Anton Paal; Coronie

PVF
- Jiwan Sital; Saramacca
- Soedeshchand Jairam; Nickerie